# 壱岐イルカ事件
壱岐イルカ事件（いきイルカじけん）は、1980年2月29日に壱岐の無人島「辰の島」（たつのしま）において駆除のために捕獲されたイルカを、米国の動物愛護団体のメンバー、デクスター・ケイト (Dexter Cate) が網を切って逃がし、壱岐の漁民に損害を与えた事件である。なお、この項目では事件の元となった壱岐島の漁民によるイルカ駆除についても記す。

## 背景
長崎県の壱岐島では弥生時代には鯨を利用し、江戸時代には鯨漁が行われていたが、大規模なイルカ漁の技法はなく、イルカによる一本釣り漁におけるブリの食害が1965年に顕在化し、和歌山県太地や静岡県富戸といった地域から学んだイルカ追い込み漁を1976年から始めた。追い込み漁による駆除はそれなりに効果があった。
また、当時のイルカの生息数調査では壱岐近海に約30万頭が回遊していると考えられ、漁業被害は以下の様に表現されている。
1978年の「昭和53年壱岐対馬漁民決起大会」では、一部の漁民は“イルカ撲滅”と書かれた鉢巻きを締めて臨み、また、同年の雑誌『朝日ジャーナル』によると、壱岐の漁民などは壱岐周辺にやってくるイルカを「海のギャング」と認識していた。
1979年2月9日、同年のイルカ捕獲が開始。前年までにアメリカの保護団体から「虐殺」と抗議を受けたことを踏まえ、イルカを生け捕りして網仕切りの中で生かしておき、注文に応じて食用に回すことも行われた。
1978年、世界的に壱岐のイルカ漁の様子が知られ、特に雑誌『ナショナル・ジオグラフィック』誌の1979年4月号の特集『イルカとその受難』における記述がその事態を広く知らしめたという見方もある。これらの報道を見て、壱岐島に欧米の環境保護や動物の権利擁護の活動家が漁師たちを説得しに来た。
1980年、壱岐でイルカの解体処理が再び始まったことに対して米国の動物愛護団体や自然保護グループが猛反発し、壱岐のイルカ漁が米国のマスコミで報じられたこともあり、在アメリカ合衆国日本国大使館や総領事館には、激しい抗議の電話や電報が殺到する事態となった。
壱岐のイルカ駆除が注目される中、水産庁は音波を使ったイルカの駆除実験を前年に引き続いて実施した。また、同年4月の国会では、谷口是巨衆院議員により「とにかくイルカがたくさんおりますともう漁獲はゼロに等しい」、また、「大体五、六百隻が操業しておるわけですが、被害額は大体六億か七億くらい見込まれる」と、イルカの捕獲や駆除の必要性が説明されている。

### 事件概要
米国の動物愛護団体「地球共存協会」会長で、「グリーンピース財団」（米国ハワイ、なお『グリーンピース』とは別の組織である）の活動家でもあるデクスター・ロンドン・ケイト（一部でケート）は、1978年に2度来訪し、本当の原因はブリの乱獲にあると看做し、イルカに本来は優先権があると考えはしたものの、現実的な対策として漁師が納得できる解決策を考え、2度目の12月の来訪時に、異種間コミュニケーションの研究で知られるジム・ノイマンと共に来訪し、音楽でイルカをコントロールできれば、逆にイルカを漁に生かせるであろうと実行してみた。だが、翌1979年も同様の交信を試みたものの実効性が乏しく、失敗に終っていた。
また、神谷敏郎によると、1975年にケイトは、東京大学医学部解剖学研究室の神谷の元に訪れ、「日本でのイルカを取り巻く環境と、日本人の鯨に関する関わり方を視察しに来た」と語り、保護問題や鯨の研究について語り合ったという。ケイトは日本では海洋野生動物ではなく、水産資源としてみられがちである点を指摘したという。

## 事件
事件当日の1980年（昭和55年）2月29日、ケイトは漁師のイルカによる財政的な損失を補填する「イルカ損害保険」や「養殖漁業の育成」、「ブリ資源の再建」といった、漁師がイルカを殺さずに済むように支援する案を起草し、壱岐の漁民の承認の後に日本国政府に掛け合うために家族で来訪したものの、すでに壱岐ではイルカを有効利用するために2,000万円を投じた粉砕機が稼動し農業用の肥料を生産しており、ケイトの案は無意味なものとなっていた。
ケイトは後の自著において、この時のことを、2年前は漁民にとって絶望的な状況だったが、今は肥料やブタの飼料を作るビジネスとなっていると書き、また、その粉砕機を、ケイトは「陰惨な仕事」(grisly work) と表現した。
当日は、1,400頭のオキゴンドウとバンドウイルカの追い込み漁による駆除が行われ、処分している最中であった。その夜、ケイトはゴムボートで無人島・辰の島へ向かい、残り千頭程を囲っている網を切って破壊した。約300頭（報道では約250頭）のイルカが逃げていった。その後、ケイトは、強風のために帰島できないと判断し、翌3月1日朝に漁師に見つけられるまで、無人島に留まったという。
発見されたケイトは、壱岐警察署から事情聴取され、後に威力業務妨害と器物損壊の疑いで書類送検された。さらに、長崎地方検察庁壱岐支部の取り調べに対して、アメリカ合衆国に帰国の意思を示したために、逮捕された。ケイトは、佐世保刑務所に収監された。

## 裁判
1980年4月、裁判が長崎地裁佐世保支部で開かれ、ケイトの観光ビザが切れるため集中して審理された。ケイト側は、イルカを逃がした事実は認めたものの、イルカは有害動物ではないのでその駆除は漁民の正当な業務に当たらないとして、無罪を主張した。国立民族学博物館の秋道智弥によると、裁判でケイトらに対し、ケイトらも（イルカの代わりに）牛を食べていることを指摘されると、ケイト側は「牛は人間が管理し、支配しているから、殺してもいい。しかし、自然の一部であるイルカは人間の管理外である。それを殺すのはけしからん」という論旨を述べたとしている。朝日新聞の本多勝一は、ケイトを支援するために訪日したケイトの妻や弟らにインタビューし、ケイトらの主張には、
1. イルカの知能が実際に高いかどうか分からない、
2. イルカの知能が高いとしてもなぜ他の動物が救済されないのか、
3. アメリカ覇権主義が垣間見える

とし、その正当性を批判した。
また、ケイトの弁護のために、動物解放運動の倫理哲学研究者ピーター・シンガーが、オーストラリアから証人として訪日した（後に、シンガーはケイトなどと組んで、『動物の権利』と題する編著を出した。後述梅崎義人の評論も参照）。ケイトは後の自著で、イルカの知能を説明したが、通訳がうまくいかなかったのか、その内容を法廷の傍聴者らに笑われたことや、裁判官がシンガーに、「イルカが賢いのなら、イルカが学校に行くのか？」と尋ねたと書いている。

### 判決
検察側の懲役8ヶ月の求刑に対し、長崎地裁佐世保支部は5月30日に、懲役6ヶ月、執行猶予3年の有罪判決を言い渡した。

### 新聞の反応
朝日、読売、日本経済の各紙が一審判決を支持した。産経新聞では香山健一（学習院大学教授・当時）が各紙の事件報道に対し、容疑者（犯人）は視野の狭い「イルカ主義者（ドルフイニスト）」だと以下のように批判している。

### 損害
事件の被害者である壱岐の勝本漁協はケイトの犯行で約1,000万円の損害を被った。

### 犯人の強制退去
判決後、ケイトはイルカの保護が主張できたと控訴を断念し、入国管理事務所に収容され、ハワイに国外退去となった。米国ハワイに帰国したケイトは空港で、花のレイをかけて、マスコミのインタビューを受けており、その際の写真を、グリーンピース財団は、ケイトの頭上の天井の灯りが「後光」(halo) のようだと表現した。
1985年、ケイトは、事件の現場となった無人島「辰の島」を“The Island of the Dragon”（ドラゴンの島）と解釈し、無人島を架空の動物「ドラゴン」になぞらえ、イルカを処分することを「ドラゴンが爪を広げた」、網を切断したことを「私はドラゴンの口をこじ開けた」などと、当時の心証を表現した文章『In Defense of Animals』を著した。

## その後
その後、壱岐周辺のブリの減少と共に、イルカも殆ど来なくなった。ブリ減少の理由は様々にいわれ、壱岐の役場は近隣国による壱岐周辺でのブリの乱獲を指摘し、また、ブリの餌となるイワシの減少や温暖化・海流変化なども指摘される。原因は不明ながら漁業資源の減少に伴って大群のイルカが来なくなり、1986年を最後に大規模な捕獲を行わなくなった。
なお、壱岐の自然と文化遺産研究保存会によると、かつてのように30万頭の規模でイルカが来ることはなくなったが、小規模なイルカの群れによる漁業被害に悩まされている。2004年のエルザ自然保護の会の文書によると、1996年を最後に捕獲は無く、今は捕獲が許可されていない状態であり、また、勝本漁協によってイルカ対策委員会の発破（水中花火）による漁場からの「追い払い」が行われ、長崎県ではイルカ対策と研究が行われている。また、壱岐にはイルカパークがあるが、そこのイルカは地元産ではなく外部から購入したものであり、これについて、壱岐市は地元のイルカを捕獲してイルカを補充するために、2004年に日本政府に特区申請をした。
辰の島にはイルカ供養塔が建立された。これは、1986年9月16日、オキゴンドウ128頭（または123頭）が塩津浜（しおつはま）に打ち上げられたことにより、それを哀れみ悼むためである。なお、塩津浜一帯には“イルカの涙道”と呼ばれる道がある。

## 評価
農学博士の粕谷俊雄によれば、当時何らかの理由でブリ漁場に各種イルカが集中し、操業妨害の発生頻度が増えたことと、ブリ資源そのものの減少と他の能率的なブリ漁法の進歩で一本釣りではブリが釣れにくくなったためであるとしている。また、1981年の水産大学校の研究報告書では、壱岐周辺海域はイルカ生息数が特に多く、周辺海域でイルカが約30万頭と推定され、爆発的に増加した原因は戦後捕獲しなかったためではないかとする説が挙げられている。
1972年から1982年の間に獲れた小型鯨類は、ハンドウイルカ4,141頭、カマイルカ466 頭、オキゴンドウ 953頭、ハナゴンドウ525頭とされ、また、胃の内容物から本当にブリを食べていたのはオキゴンドウだけであったとする報告もある。

### 梅崎義人の評論
2001年の梅崎義人（水産ジャーナリストの会・元会長）著『動物保護運動の虚像‐その源流と真の狙い‐』によると、反捕鯨運動は黄色人種差別に基づく、レイシズムによるものであり、ケイトによるこの事件が論拠に挙げられている。
梅崎が疑問視したのは、ケイトが、母国アメリカのマグロ漁業により年間数十万頭も溺死する“イルカの混獲”を差し置き、訪日して壱岐のイルカ漁を数度に渡り妨害するのを人種差別による日本叩き（ジャパンバッシング）とし、その根拠は、事件の裁判でケイト被告が「イルカのほうが、壱岐の漁民よりも、ブリを餌とする権利がある」と発言したことによるとして、壱岐の漁民の人権よりイルカの動物権を上に置いたという見方をしている。梅崎は、“イルカ混獲”を実力で妨害されていないアングロサクソン（アメリカ人）が頂点となり、次いでアングロサクソンと同じ権利を認めるべき動物が来て、その次に有色人種（壱岐の漁民）が来ると解釈している(この解釈は、文芸評論家の山本七平との対話がもとと示されている)。
また、事件の数年後に犯人のケイトも著した『動物の権利』（ピーター・シンガー編著）が出版され、ケイトは「壱岐の漁民に殺されたイルカは兄弟で、決して許されない」と記し、これを梅崎は再び動物を壱岐の漁民の上位に置いたとしている。

### 川端裕人の評論
この事件を取材したライター川端裕人は、2010年の著作において、動物の権利の概念が飽くまでも動物に人間と同等の権利を求めるものであり、漁業を生業にしている漁師が同意できるかはともかく、動物の権利擁護の範疇では極めて正論であると評価している。また、日本においては動物の権利が理解されず、さらに動物愛護がそもそも混同される傾向があるのでそこを明確にしないといけないとしている。また、この事件は壱岐からイルカの大群が去ったことで棚上げされているだけで、今後他の地域や壱岐で再び同様の事件が起きるだろうとしている。

## 影響
- 梅崎義人によると、壱岐イルカ事件のきっかけとなったイルカ解体処理の雑誌掲載の写真は、処理されたイルカの血で海が赤く染まっていたため、過激な動物保護家に誤解を招き、以後の、鯨問題などを議論する国際会議で、日本代表団だけが赤い液体を浴びせられる攻撃・抗議を受けた遠因となったと考察している[42]。また、梅崎は、ロシア（当時ソ連）や世界数か国は、日本同様に捕鯨やイルカ漁を行っており、その複数の国々の代表団も来ているにもかかわらず、日本代表団だけが激しく抗議・攻撃されたのは、その誤解が原因であり、かつ唯一の東洋人である日本人への人種差別も含まれているのではないかと考察している[42]。また、捕鯨問題に関して、「人種差別」と理解する考え方は、壱岐での事件後にも、しばしば指摘された。例えば日本鯨類研究所顧問の大隅清治は次のように話す[22]。

- ケイトの母国アメリカのイルカの混獲問題は、この事件以前の1972年に海洋哺乳類保護法 (en:Marine Mammal Protection Act:MMPA) が施行されており、1995年までに東部熱帯太平洋での混獲によって溺死させられるイルカを、かつての数十万頭から数千頭にまで減少させたと報告されている（混獲#対策の政治的対策も参照）。
- 農学博士の粕谷俊雄は水産資源の枯渇に伴い、漁業環境が厳しくなる中、オキゴンドウに限らず海洋哺乳類による漁業被害を漁業者が訴えて、対策を求めるケースは増えるだろうとしている[45]。

## その他
- 壱岐のイルカ追い込み漁を批判する立場から、歌手のオリビア・ニュートン＝ジョンが日本は野蛮な国だと公言して訪日を取り止めたが、後に壱岐の漁民が生きるための手段であったことを知り、日本公演の際にイルカと人間が共存できる研究のために千葉県の海洋生物研究所に2万ドルを寄付した[46]
- ケイトと共に来日し、イルカとの交信を試みたジム・ノイマンは後に自著で水中の船舶のエンジン音によるイルカへの悪影響を指摘しておきながら、自らのエレキギターによる演奏はイルカにいい影響を与えるとしたことで、その根拠が薄弱な点が と学会（当時）の植木不等式により指摘されている[47]。
- シー・シェパードのポール・ワトソンが1982年に壱岐を訪れ、イルカを救えば1頭100ドル払うが、拒否すれば海賊船を港に自沈させ港を封鎖すると脅したが、長崎県水産課次長に説得され立ち去った[48]。その後、ワトソンは自らの手で壱岐のイルカ漁を停止させたと主張した[49]。